# Dera Bugti (Distrikt)
Der Distrikt Dera Bugti (Urdu ضلع ڈیرہ بگٹی) ist ein Verwaltungsdistrikt in der pakistanischen Provinz Belutschistan. Sitz der Distriktverwaltung ist die Stadt Dera Bugti.

## Geografie

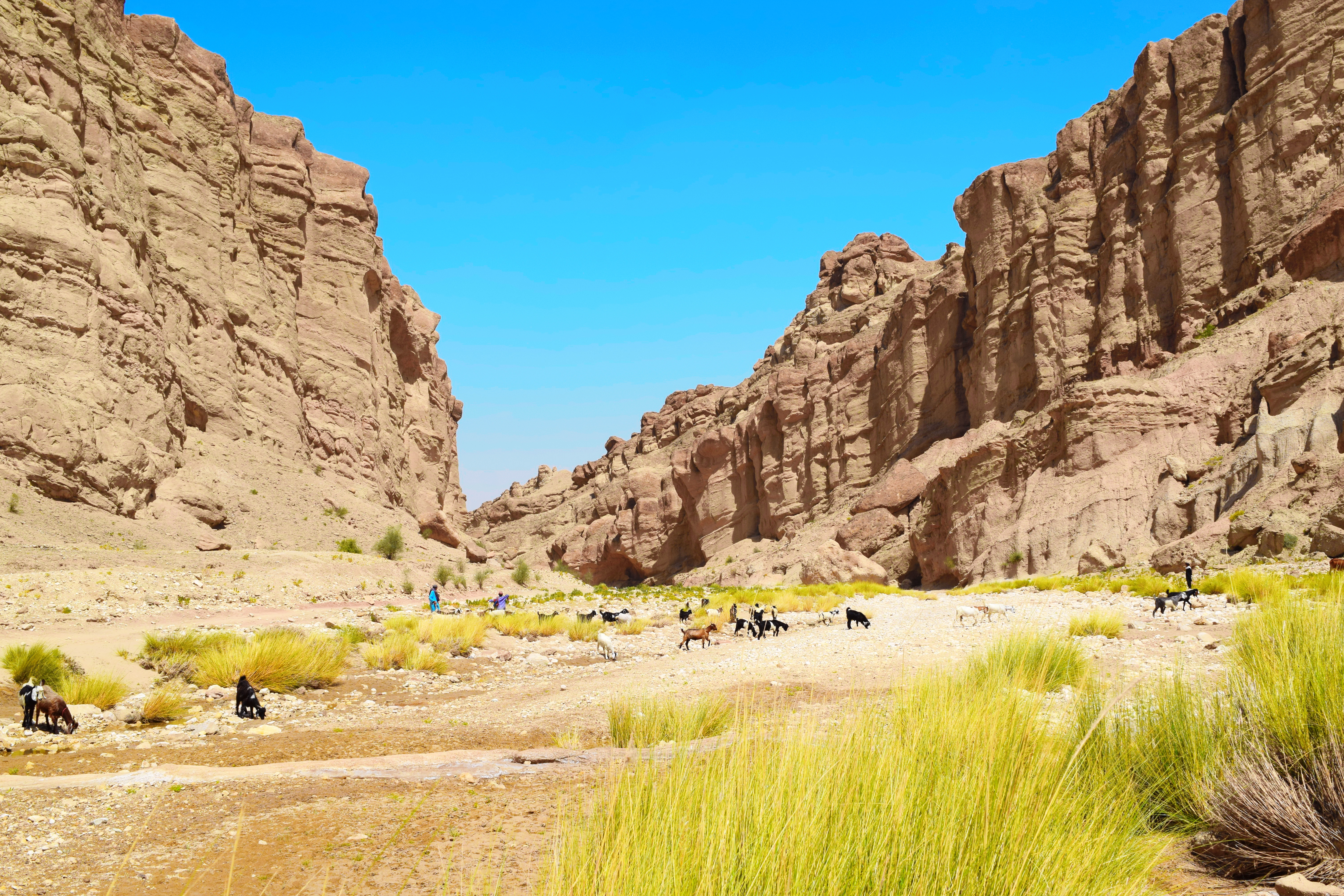
Landschaft in Dera Bugti

Der Distrikt liegt im Nordosten der Provinz Belutschistan und grenzt an die Provinzen Sindh und Punjab. Das Terrain ist im Norden gebirgig und im Süden eben. Die Höhe über dem Meeresspiegel variiert zwischen 57 und 1.400 m.

## Klima
Das Klima von Dera Bugti ist trocken und durch heiße Sommer und milde Winter gekennzeichnet. Die Regenzeit fällt meist auf die Monate Juli, August und September.
|                       | Jan | Feb | Mär | Apr | Mai | Jun | Jul | Aug | Sep | Okt | Nov | Dez |   |      |
| Mittl. Tagesmax. (°C) | 21  | 24  | 33  | 39  | 44  | 43  | 39  | 37  | 36  | 34  | 30  | 24  | ⌀ | 33,7 |
| Mittl. Tagesmin. (°C) | 8   | 9   | 17  | 23  | 28  | 30  | 29  | 28  | 27  | 20  | 14  | 9   | ⌀ | 20,2 |

| 8 |

| 9 |

| 17 |

| 23 |

| 28 |

| 30 |

| 29 |

| 28 |

| 27 |

| 20 |

| 14 |

| 9 |

| 8 |

| 9 |

| 17 |

| 23 |

| 28 |

| 30 |

| 29 |

| 28 |

| 27 |

| 20 |

| 14 |

| 9 |

## Geschichte
Der name „Dera Bugti“ bedeutet belutschisch ungefähr „Heimat/Behausung der Bugti“. Der hier ansässige belutschische Stamm der Bugtis trotzte den britischen Kolonialherren und leistete im 19. Jahrhundert erheblichen Widerstand, ergab sich jedoch letztlich im letzten Viertel des 19. Jahrhunderts den Kolonisatoren. Das Gebiet war eines der letzten, das unter die britische Kolonialherrschaft kam. Administrativ wurde es danach zunächst dem Distrikt Sibi zugeordnet. Während der Zugehörigkeit zu Pakistan wurde es 1974 Teil des neu geschaffenen Distrikts Nasirabad. Im Juli 1983 wurde Dera Bugti ein eigener Distrikt.

## Verwaltungsgliederung
Der Distrikt war bei der Volkszählung 2017 administrativ in vier Tehsils (Dera Bugti, Phellawagh, Loti, Sui) und vier Sub-Tehsils (Baiker, Malam, Pir Koh, Sangsillah) unterteilt.

## Demografie
| Jahr | Einwohnerzahl |
| ---- | ------------- |
| 1998 | 181.310       |
| 2017 | 313.110       |

Der Hauptstamm der Region sind die Bugti, ein Stamm der Belutschen. Der Stamm ist weiterhin in verschiedene Clans unterteilt. Die Bugtis gelten als geübte Reiter und gute Kämpfer.
Bei der Volkszählung 2017 lebten 313.110 Personen auf 10,16 km² (Dichte 30,82 Ew./km²). Das Geschlechterverhältnis war mit 111,48 Männern je 100 Frauen deutlich unausgeglichen. 99,6 % der Bevölkerung waren Muslime. Die Alphabetisierungsrate lag bei 26,5 % (Männer 41,5 %, Frauen 9,4 %). 96,0 % sprachen Belutschisch als Muttersprache, 1,1 % Paschtunisch, 1,1 % Saraiki und 1,8 % andere Sprachen. Das Bevölkerungswachstum im Zeitraum 1998 bis 2017 betrug 2,91 % jährlich.

## Wirtschaft
Wichtigster Wirtschaftszweig ist die Landwirtschaft. Nach der Agrarstatistik 2009 war Weizen die wichtigste Rabi-Feldfrucht, gefolgt von Senf mit 93 % und 3 % der gesamten Rabi-Anbaufläche. Die wichtigste Kharif-Feldfrucht war Sorghumhirse, gefolgt von Hirse mit 34 % und 27 % der gesamten Kharif-Anbaufläche. Von den Früchten hatten Zitrusfrüchte die größte Bedeutung.
Im Jahr 2011 waren vier Erdgasfelder bei den Orten Sui, Pir Koh, Loti und Uch bekannt. Das erste Gasfeld bei Sui wurde 1963 entdeckt und wird seitdem ausgebeutet.

## Paläontologie
Dera Bugti erlangte eine gewisse Bekanntheit zumindest in Fachkreisen als Fundstätte von Fossilien der ausgestorbenen Säugetiergattung Paraceratherium (früher auch Baluchtherium, ‚Belutschistan-Tier‘). Mit einem Gewicht von bis zu 20 t waren dies die größten bekannten Landsäugetiere der Erdgeschichte. Erste Funde in Belutschistan wurden 1910 durch den britischen Paläontologen Clive Forster Cooper gemacht. Danach gab es zunächst längere Zeit keine neuen Erkenntnisse, bis einer Expedition unter Leitung des französischen Paläontologen Jean-Loup Welcomme in den 1990ern erneut wichtige Paraceratherium-Fossilienfunde im Gebiet von Dera Bugti gelangen.